# 五龙桥 (宁波市)
五龙桥位于中国浙江省宁波市鄞州区姜山镇五龙桥村大桥头自然村，因桥东、西两侧望柱及桥额上雕有五条云龙而得名，清代桥梁，始建于道光五年（1825年），南北向横跨于白杜河两岸，为三孔二墩平板石梁桥，长31米，宽2.4米，2007年因甬新河工程而进行迁移，迁移1050米至西南向的现支流上，2010年9月公布为鄞州区文物保护单位。